# Lumberton (Texas)
Lumberton és una població dels Estats Units a l'estat de Texas. Segons el cens del 2000 tenia 8.731 habitants.

## Demografia
Segons el cens del 2000, Lumberton tenia 8.731 habitants, 3.198 habitatges, i 2.542 famílies. La densitat de població era de 358,6 habitants/km².
Dels 3.198 habitatges en un 42,6% hi vivien nens de menys de 18 anys, en un 66,4% hi vivien parelles casades, en un 9,9% dones solteres, i en un 20,5% no eren unitats familiars. En el 17,8% dels habitatges hi vivien persones soles el 6,1% de les quals corresponia a persones de 65 anys o més que vivien soles. El nombre mitjà de persones vivint en cada habitatge era de 2,73 i el nombre mitjà de persones que vivien en cada família era de 3,09.
Per edats la població es repartia de la següent manera: un 29,1% tenia menys de 18 anys, un 9% entre 18 i 24, un 30,3% entre 25 i 44, un 22,8% de 45 a 60 i un 8,7% 65 anys o més.
L'edat mediana era de 34 anys. Per cada 100 dones de 18 o més anys hi havia 91,4 homes.
La renda mediana per habitatge era de 45.700 $ i la renda mediana per família de 47.184 $. Els homes tenien una renda mediana de 38.315 $ mentre que les dones 26.217 $. La renda per capita de la població era de 19.640 $. Aproximadament el 5,5% de les famílies i el 7% de la població estaven per davall del llindar de pobresa.

## Poblacions més properes
El següent diagrama mostra les poblacions més properes.